# Hässleholms stadsbussar
Hässleholms stadsbussar är gröna, precis som Skånetrafikens övriga stadsbussar. Trafikhuvudman för stadsbusstrafiken i Hässleholm är Skånetrafiken, som även sköter regionbussarna.

## Linjer
Hässleholms stadsbussar består av 3 linjer med Hässleholms centralstation som knutpunkt.
| Linje | Sträckning                                 | Ungefärlig turtäthet i dagtrafik |
| ----- | ------------------------------------------ | -------------------------------- |
| 1     | Ljungdala - Centralen - Garnisonen/Sjörröd | Halvtimmestrafik                 |
| 2     | Gäddastorp - Centralen - Röinge            | Halvtimmestrafik                 |
| 3     | Tormestorp - Centralen - Läreda            | Halvtimmestrafik                 |

## Bussar
Bussarna kommer från Volvo Bussar och drivs med el. Trafiken utförs av Nobina Sverige sedan den 11 december 2022 och avtalet gäller fram till 2032.